# OpenID
OpenID — це децентралізована система єдиного входу, котра дозволяє використовувати один обліковий запис (ім'я користувача і пароль) на великій кількості сайтів. На сайтах з підтримкою OpenID, користувачам не доводиться пам'ятати дані для аутентифікації. Натомість, їм достатньо бути зареєстрованими на сайті «провайдера ідентифікації» OpenID (який надає ідентифікатор). Оскільки технологія OpenID децентралізована, то будь-який сайт може використовувати ПЗ OpenID як засіб аутентифікації користувачів; OpenID розв'язує проблему не покладаючись на централізований сайт для підтвердження істинності користувача.

## Історія розвитку
Протокол OpenID розробив Бред Фіцпатрік, один із творців LiveJournal. Подальші покращення в специфікацію вносилися багатьма спеціалістами, оскільки на відміну, наприклад, від TypeKey, OpenID спочатку проєктувався, як незалежний від провайдера аутентифікації. Для покращення механізму, стимулювання розробників і найшвидшого розповсюдження проєкту в серпні 2006-го на розвиток було виділено 50.000 USD — по 5.000 USD кожному із десяти великих opensource-проєктів, котрі задіяли підтримку OpenID. Починаючи із версії 1.1, OpenID використовує протокол Yadis. Станом на 2013 рік робота над версією 2.0 вже закінчена.

## Аналоги
- TypeKey
- uID — універсальний логін (e-mail адреса), що використовується в uNet-спільноті і більшості сайтів системи uCoz.
- Google Friend Connect — платформа, що дозволяє приймати авторизацію на сайті без реєстрації. Авторизація по OpenID, Google, AIM та Yahoo